# Michelbach (Westerwald)

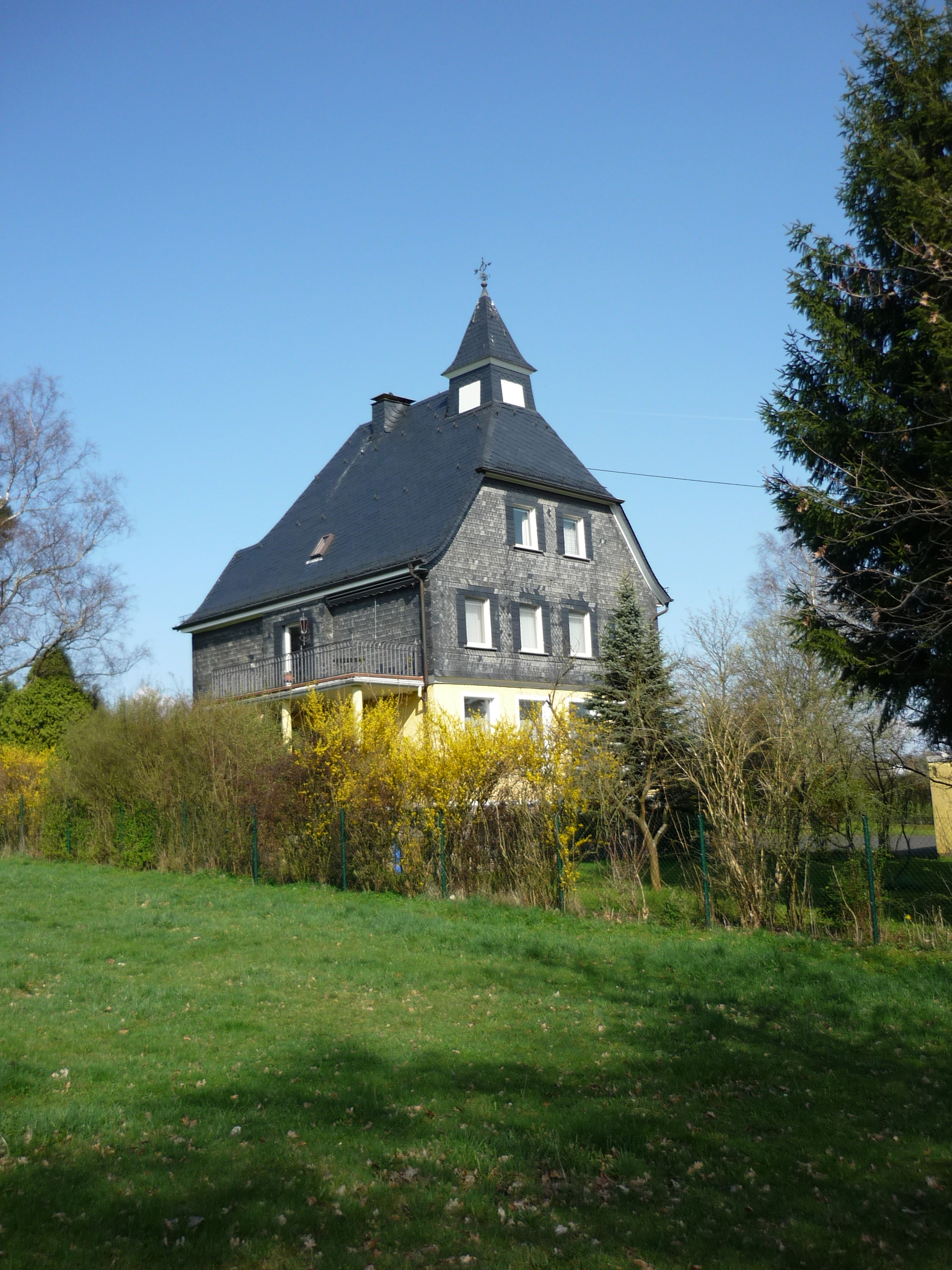
Michelbach: Alte Schule

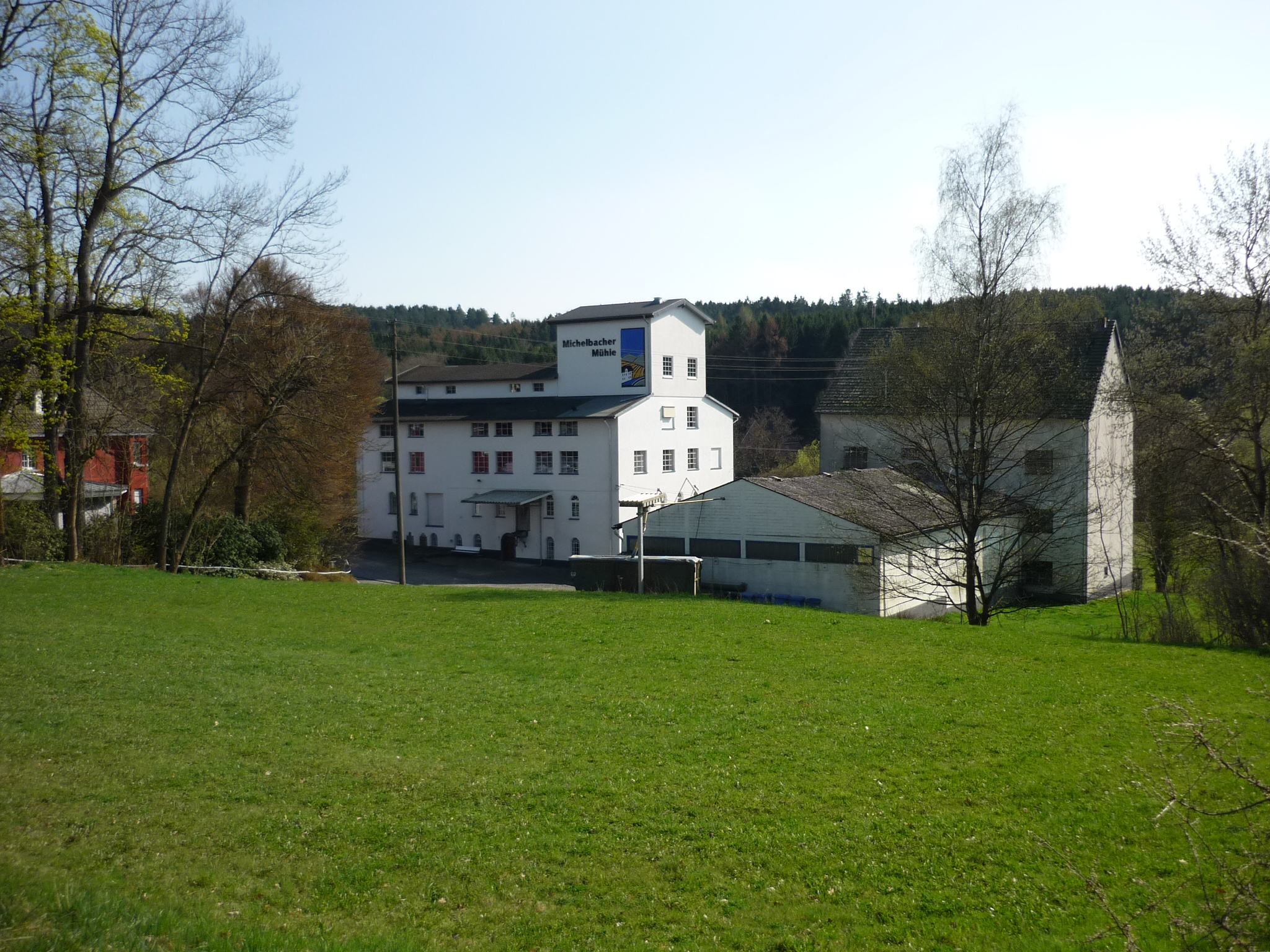
Michelbacher Mühle

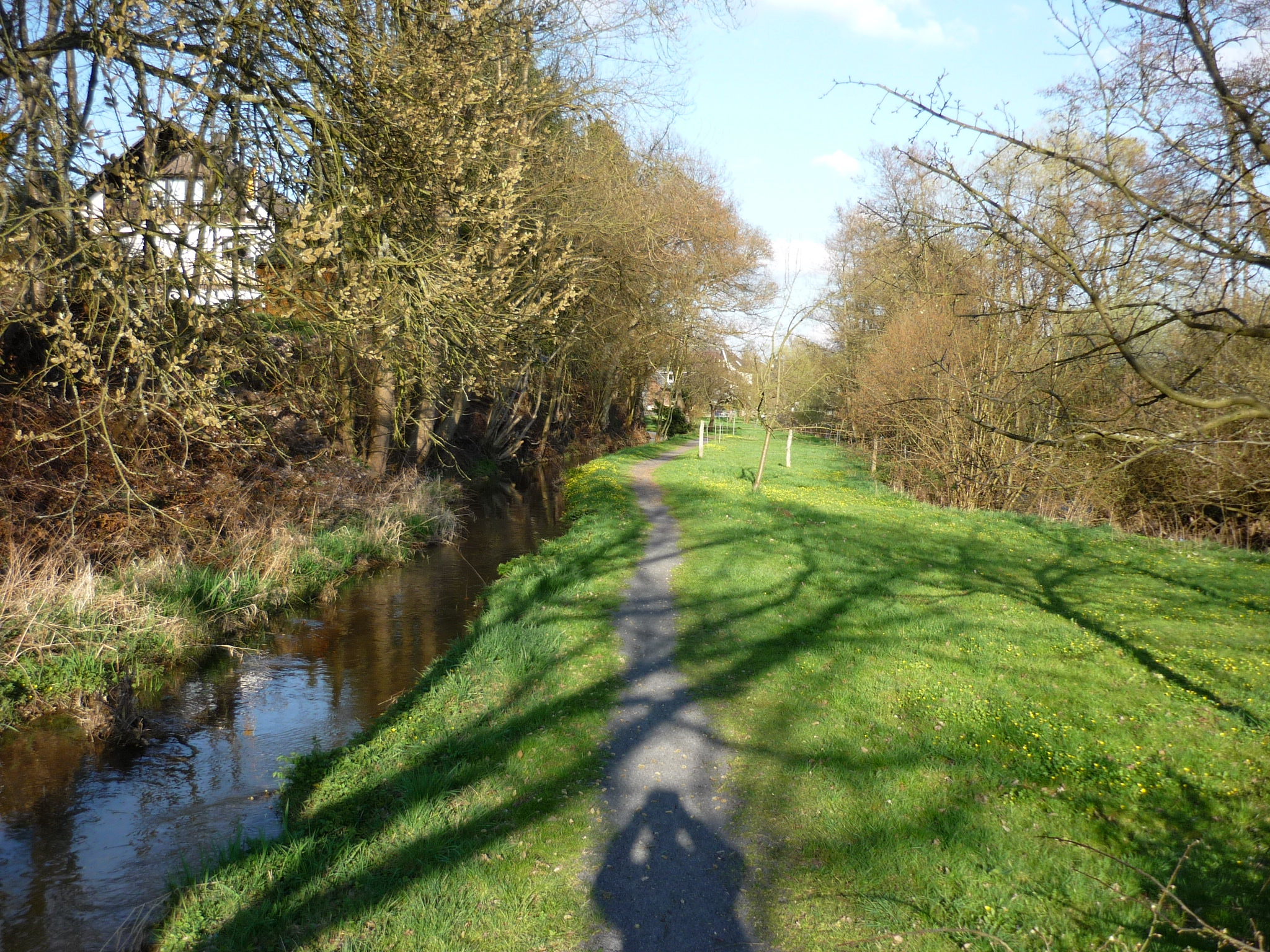
Mühlengraben und Wiedwanderweg

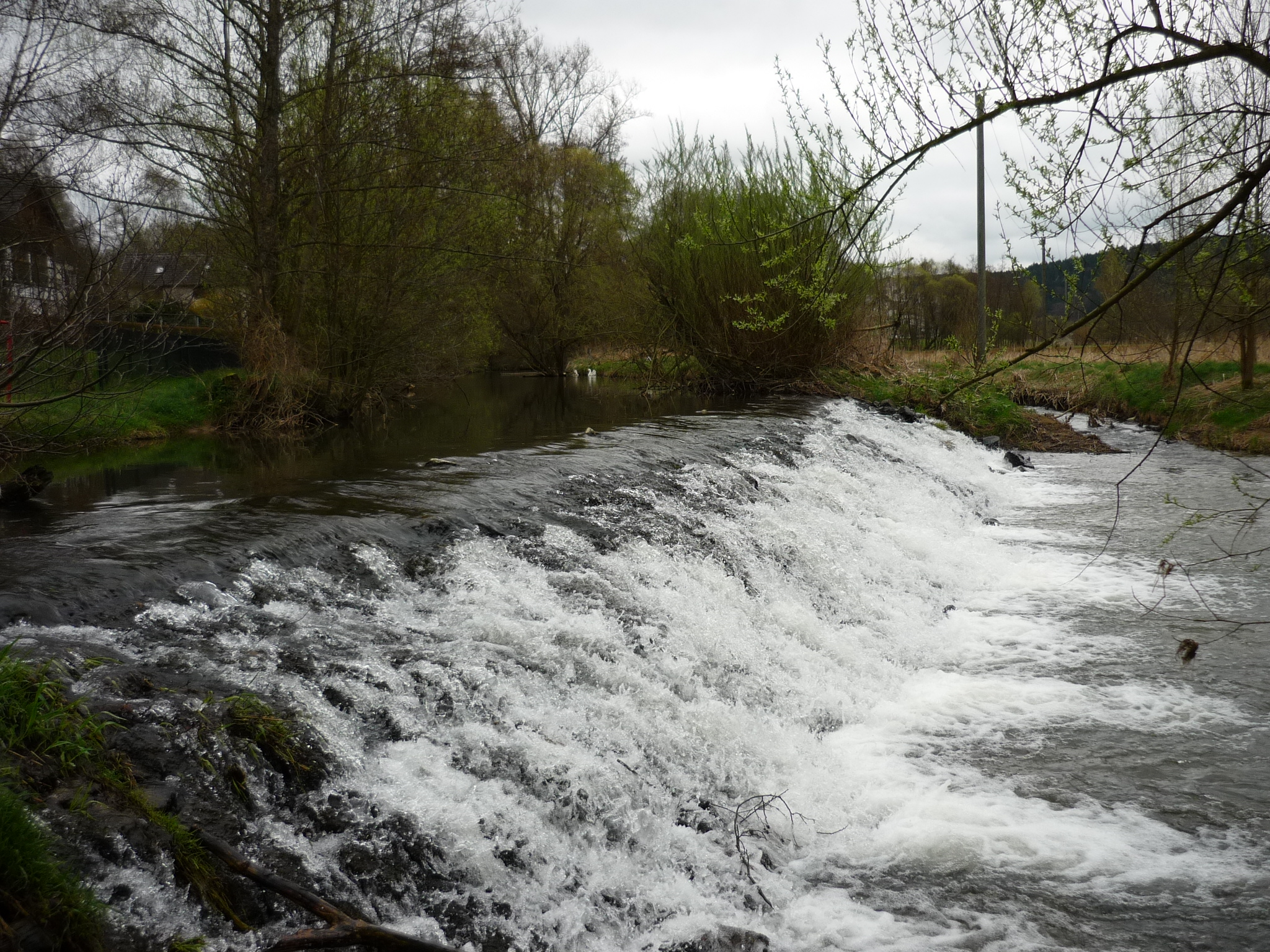
Stauwehr

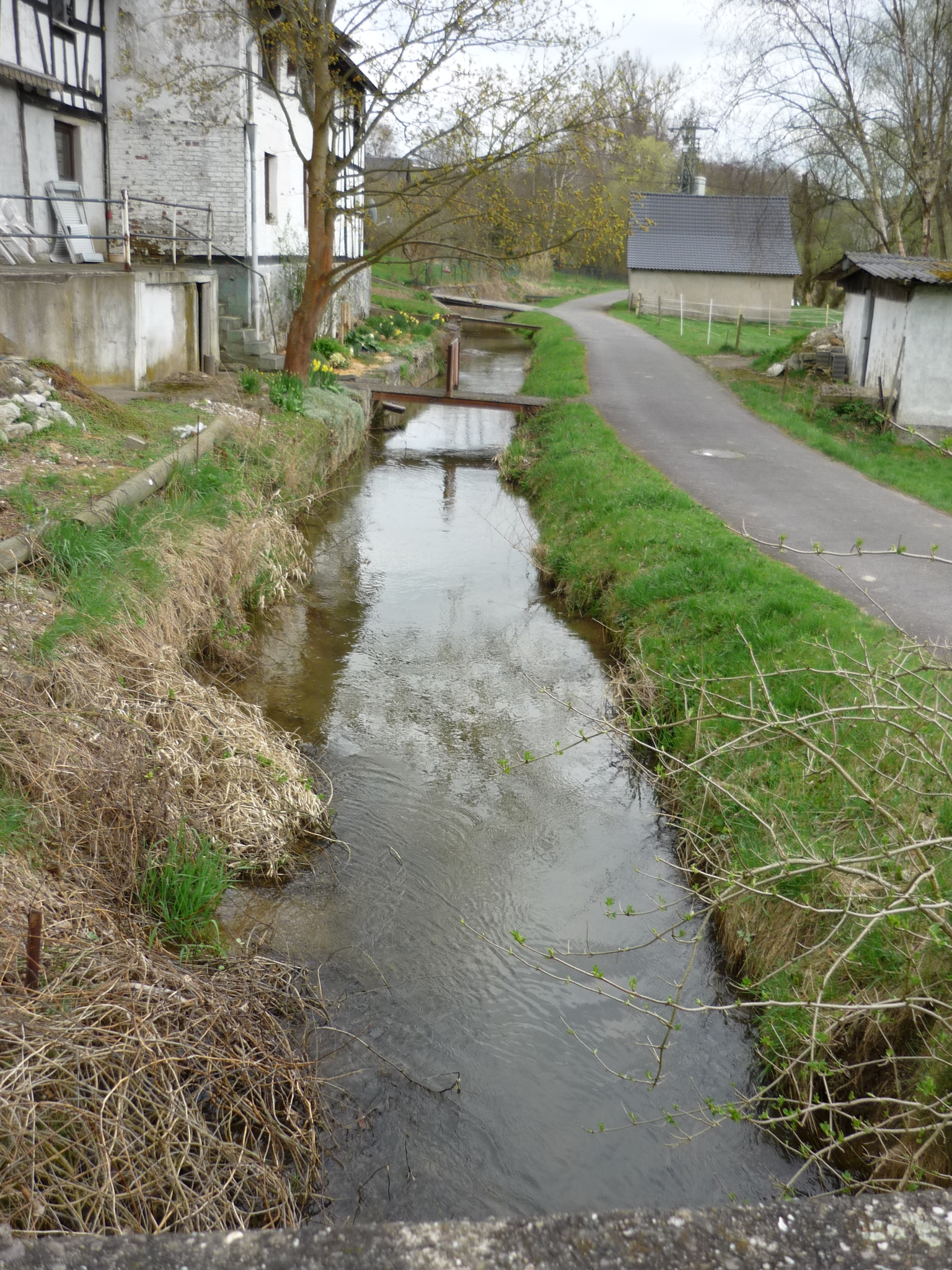
Mühlengraben am Rand des alten Dorfkerns

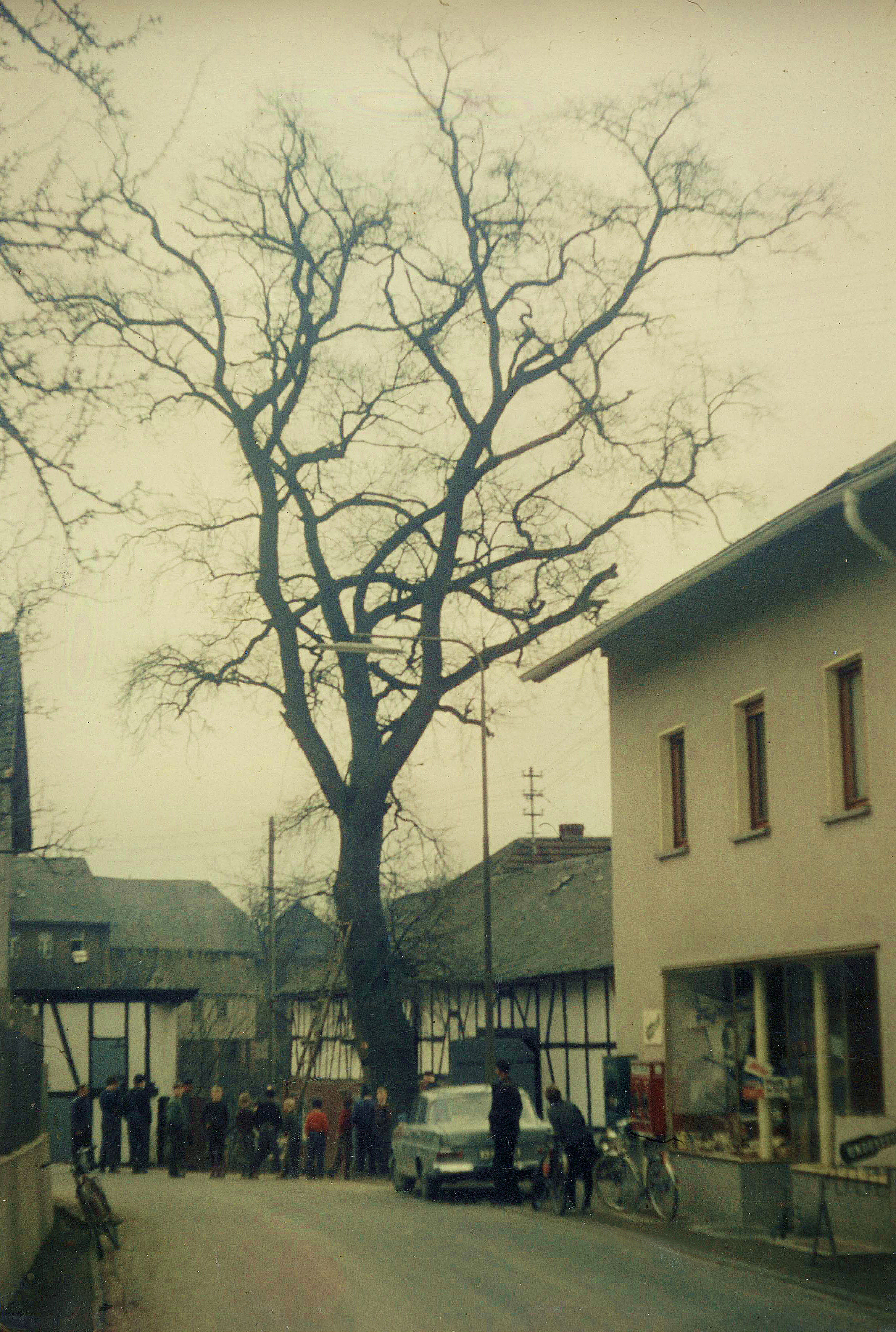
Die Mittelstraße in Michelbach vor der Erneuerung Mitte der 1960er Jahre. Vorn rechts der ehemalige Dorfladen, hinten rechts Haus Neitzert (Foto: Hachenberg)

Michelbach (Westerwald) ist eine Ortsgemeinde im Landkreis Altenkirchen (Westerwald) in Rheinland-Pfalz. Sie gehört der Verbandsgemeinde Altenkirchen-Flammersfeld an. Ortsteile sind Michelbach und Widderstein.

## Geographische Lage
Michelbach liegt etwa anderthalb Kilometer (Widderstein etwa drei Kilometer) östlich des Zentrums von Altenkirchen, unweit der Bundesstraße 8 und unterhalb der Landesstraße 414 im Tal der Wied. Der Fluss fließt südlich unmittelbar an der Siedlung entlang, gesäumt vom Wiedwanderweg. Äcker, Wiesen und Mischwald umgeben die Ortsgemeinde. Der Michelbach durchfließt den Ort von Nord nach Süd und gelangt hier als rechter Nebenfluss in die Wied. Der Nadelwald zwischen Michelbach, Widderstein und Borod sowie nördlich des Ortes an der Bahnstrecke Limburg–Altenkirchen wird von einer Waldinteressentenschaft bewirtschaftet.
Der Ortsteil Widderstein (mit 15 Wohngebäuden und einem kleinen Dorfgemeinschaftshaus) liegt etwa zwei Kilometer östlich des Hauptdorfs im Wiedtal, eingerahmt von dem ca. 300 Meter hohen Herzberg und dem Pfahlberg. Zwischen Michelbach und Widderstein liegen die Alte Schule, die Michelbacher Mühle und ein Aussiedlerhof (Heidehof).

## Geschichte
In vorgeschichtlicher Zeit lag auf dem Herzberg genannten Bergsporn oberhalb von Widderstein die Wallanlage Herzburg. Bodendenkmäler und Flurnamen geben Hinweise auf eine frühere Besiedlung. Diese Bergkuppe wird umflossen von der Wied und liegt strategisch günstig zwischen der alten „Köln-Frankfurter-Straße“ (heute Bundesstraße 8) und der alten Köln-Leipziger-Straße (heute Bundesstraße 414).
Das Haus Widderstein wurde 1346 erstmals urkundlich erwähnt. Damals hieß die Siedlung „Leckerrode“. In der Urkunde wird dem Ritter Albrecht von Wiederbach, später Widderstein, das Gut Leckerrode unterhalb von Ingelbach von dem Grafen Johann von Sayn als Lehen zugesprochen. Urkundliche Erwähnungen von Michelbach finden sich in dem Mirakelbuch von Hilgenroth von 1428 und 1432, in dem Bürger von „Mychelenbach“ bzw. „Mychelbach“ Erwähnung finden.
Die älteste Urkunde, die sich auf Einwohner aus Michelbach bezieht, stammt aus dem Jahre 1464 und betrifft den Austausch von Leibeigenen. Um 1520 besaß das Cassius-Stift in Bonn Grundrechte, die es 1573 an den Grafen Heinrich von Sayn verkaufte. Aus dem Jahr 1577 ist erstmals in Michelbach eine Mühle nachgewiesen,
zunächst eine Lohmühle, ab 1610 eine Schleifmühle. Um 1780 entst eine umfangreiche Korrespondenz zwischen der Thurn und Taxischen Postverwaltung der Kaiserlichen Reichspost und der Administration der Grafschaft Sayn-Altenkirchen wegen des Baus einer steinernen Brücke bei Michelbach, weil die Holzbrücken immer wieder vom Wied-Hochwasser fortgeschwemmt wurden.
1820 hatte Michelbach 22 Feuerstellen und 126 Einwohner, davon 22 Schulkinder; Widderstein hatte 5 Feuerstellen und 27 Seelen, aber keine Schulkinder. Seit dem Jahr 1843 hatte Michelbach schließlich eine eigene Schule
Die beiden früher selbständigen Gemeinden Michelbach und Widderstein schlossen sich 1848 zu einer Schulgemeinde zusammen und 1938 zur Gemeinde Michelbach.
 Durch die Nähe zur Kreisstadt Altenkirchen stieg in den Jahren zwischen 1939 und 1961 die Einwohnerzahl des Ortes um 39,5 %.
Die Anfang der 1980er Jahre durchgeführte Dorferneuerung veränderte den Charakter des Dorfes erheblich; dies war vor allem durch die Verlegung des oberen Abschnitts der Mittelstraße in Richtung Widderstein der Fall. Während die schmale Dorfstraße sich zuvor die Anhöhe hinauf schlängelte, ist dieser Abschnitt heute begradigt. Dazu wurden mehrere landwirtschaftliche Gebäude abgerissen. Heute befindet sich dort der große Spielplatz des Dorfes.

Eine Erweiterung der Einwohnerzahl erfuhr Michelbach in den 1970/1980er Jahren durch die Straßen „Im Schleedörn“/„Südweg“, „Im Beulsgarten“ und in den 2000er Jahren durch das Neubaugebiet „Oberer Dorfgarten“.
Bevölkerungsentwicklung
Die Entwicklung der Einwohnerzahl von Michelbach, die Werte von 1871 bis 1987 beruhen auf Volkszählungen:
| Jahr | Einwohner |
| 1815 | 149       |
| 1835 | 203       |
| 1871 | 259       |
| 1905 | 263       |
| 1939 | 248       |
| 1950 | 317       |

| Jahr | Einwohner |
| 1961 | 346       |
| 1970 | 416       |
| 1987 | 404       |
| 1997 | 437       |
| 2005 | 578       |
| 2023 | 549       |

## Einzelnachweise, Anmerkungen

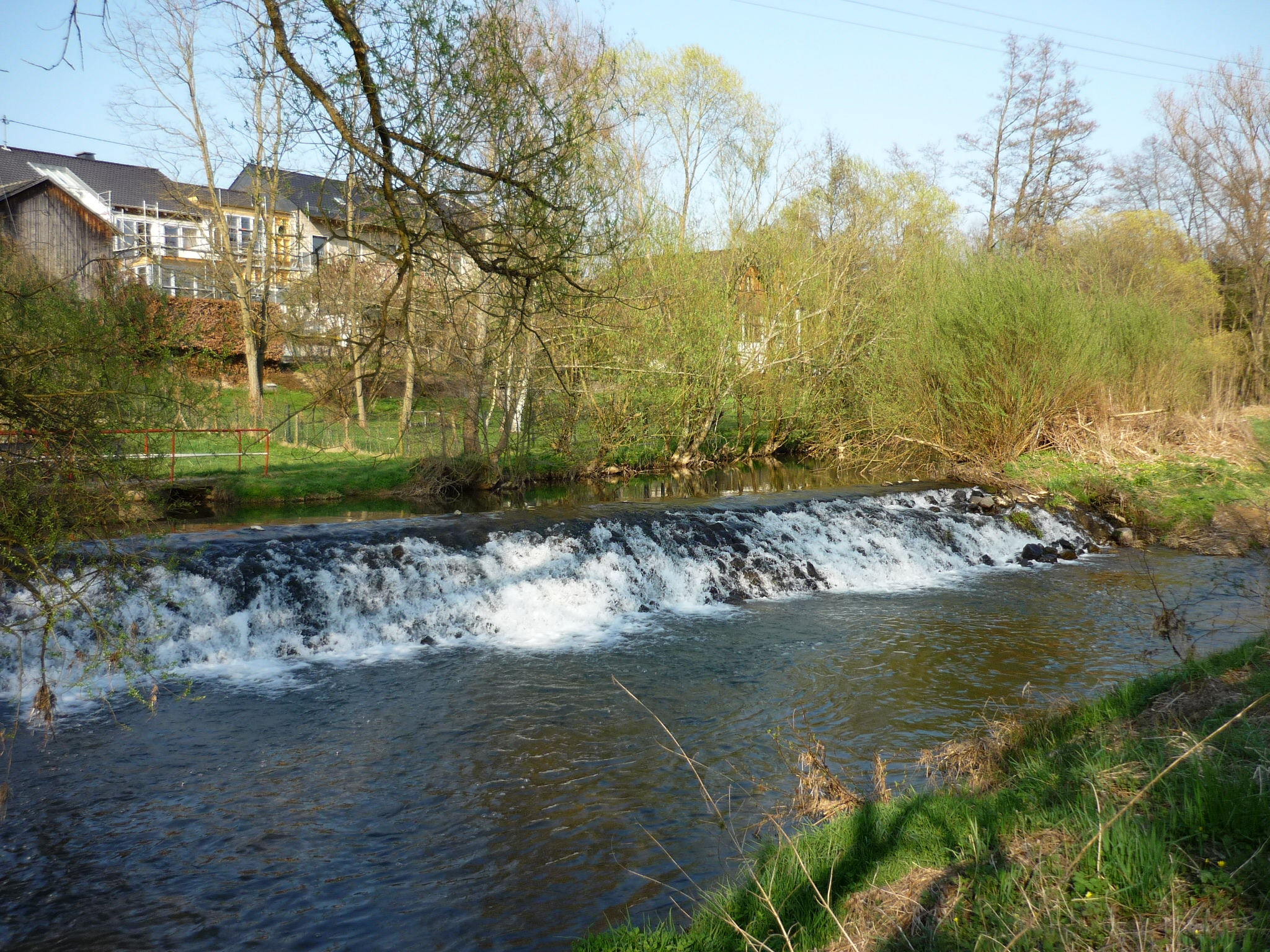
Stauwehr
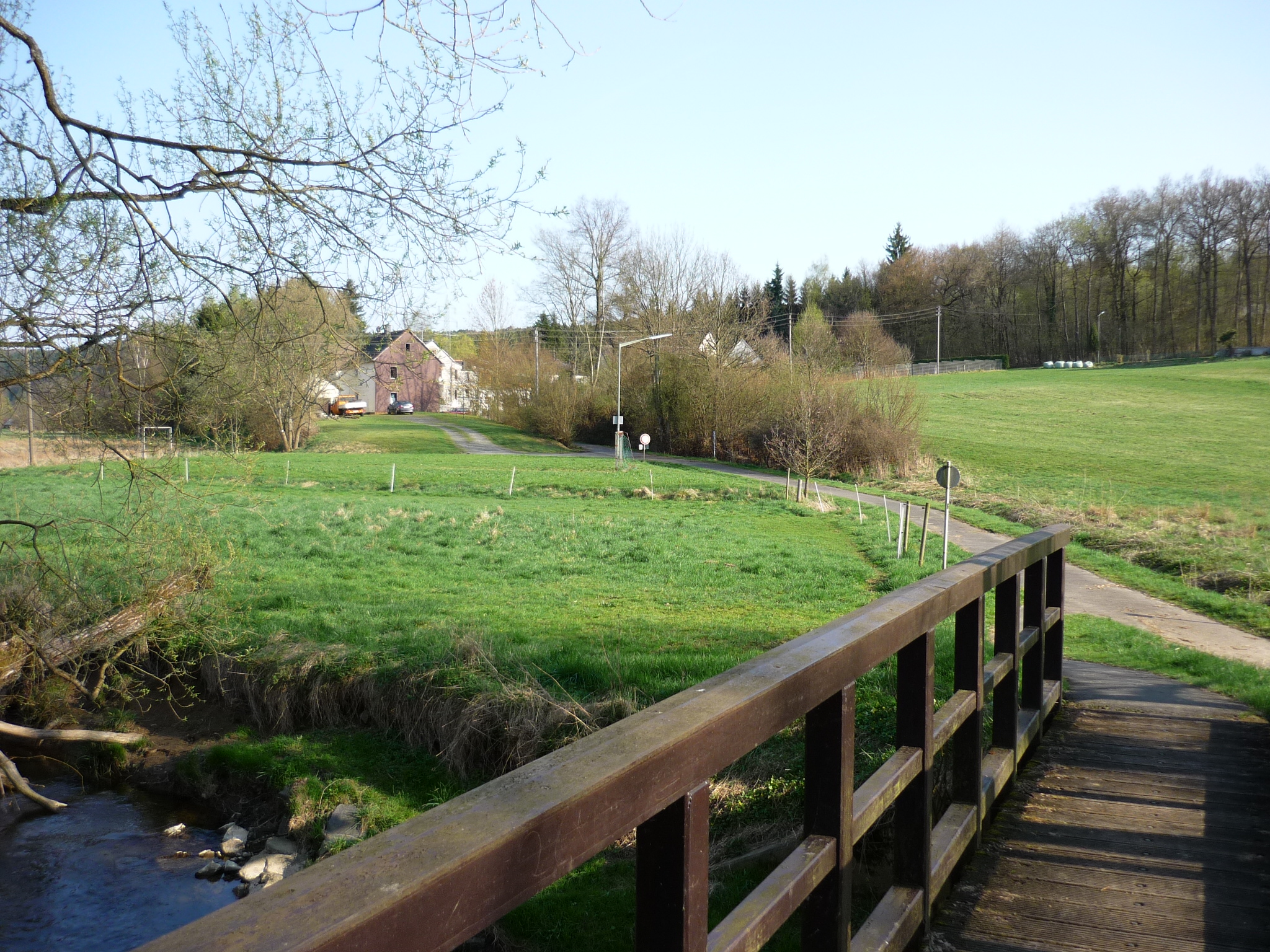
„Unter den Eichen“
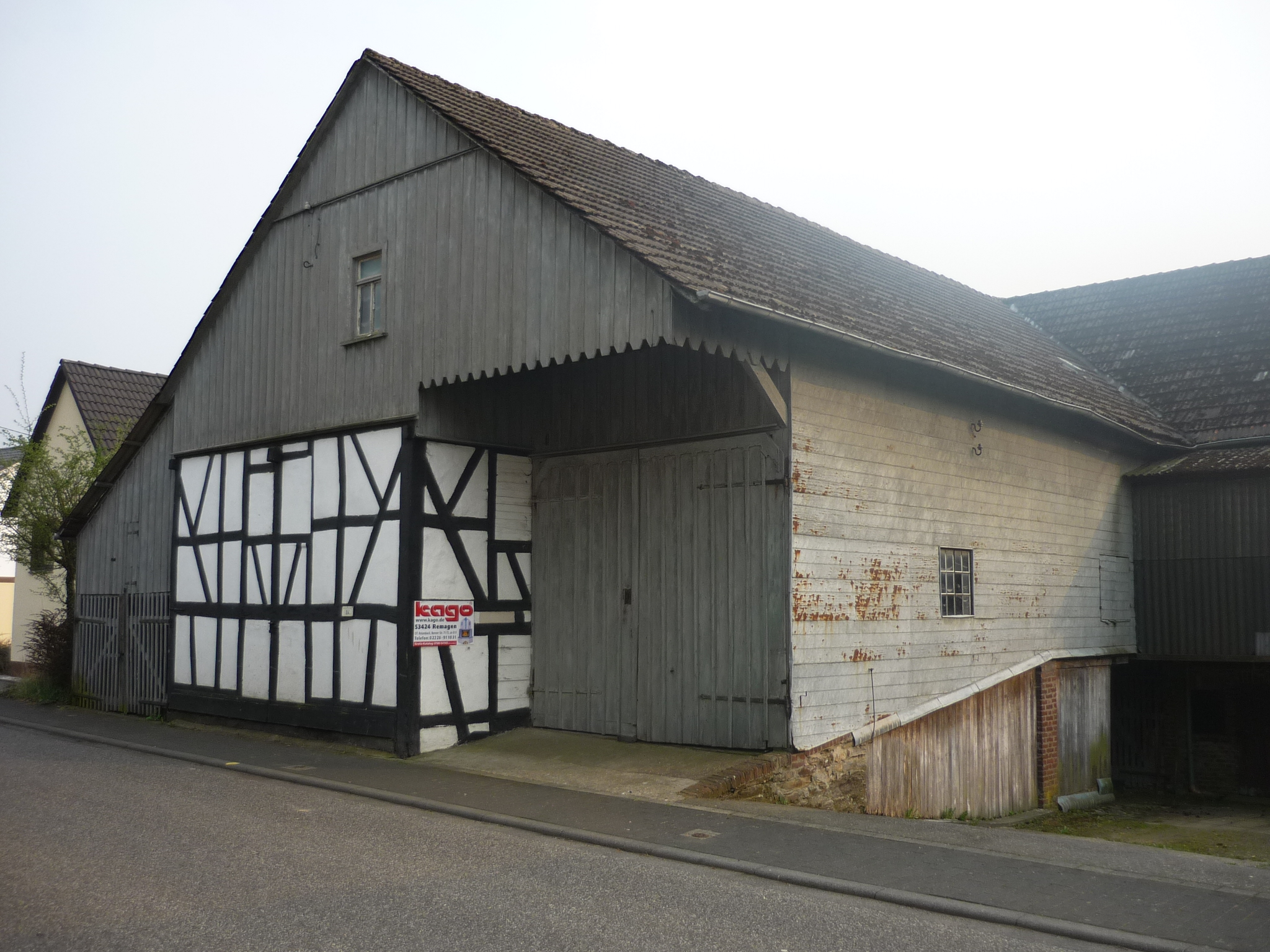
Alte Scheune in Michelbach
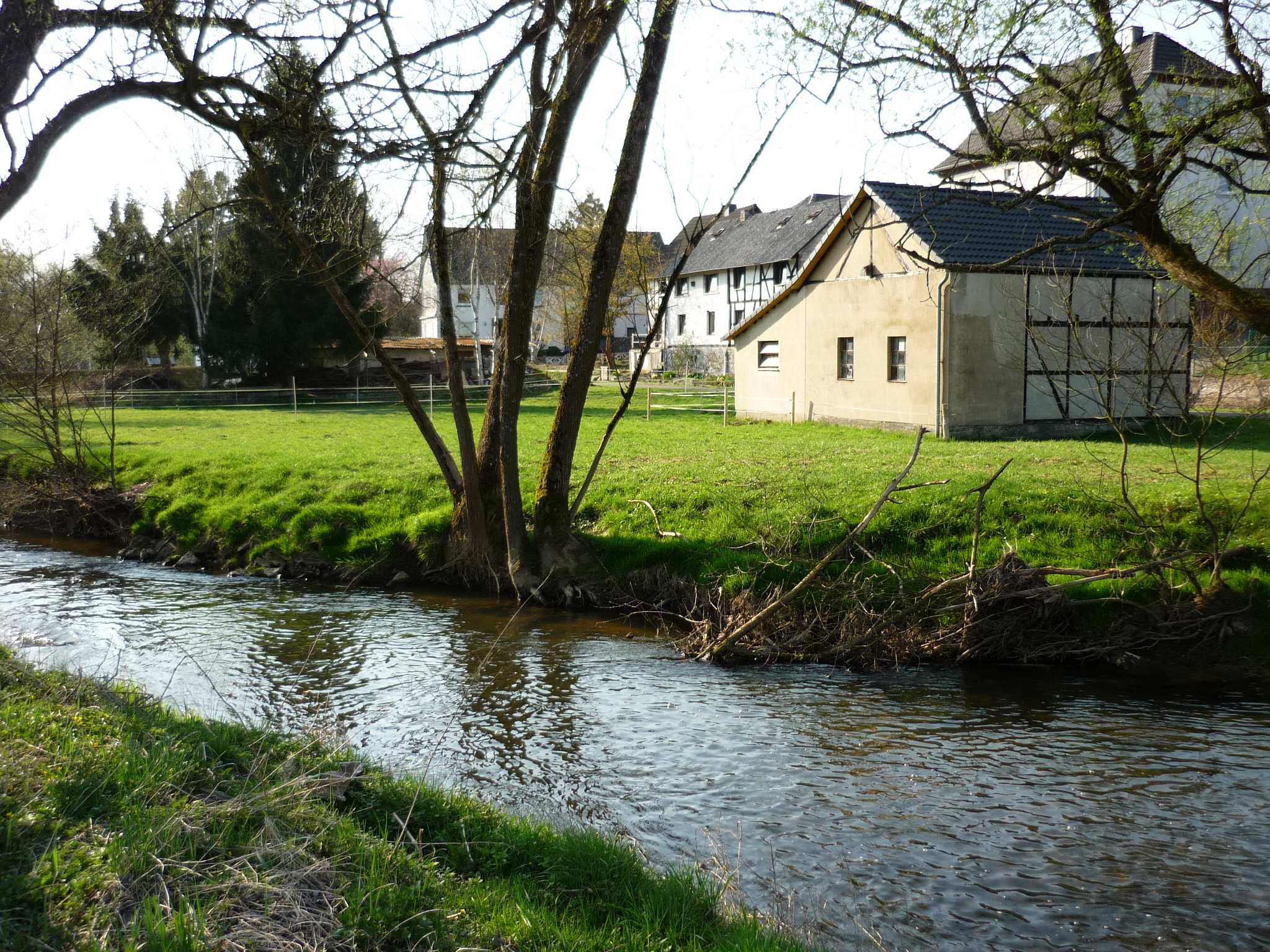
Blick auf Michelbach

## Politik

### Gemeinderat
Der Gemeinderat in Michelbach (Westerwald) besteht aus zwölf Ratsmitgliedern, die bei der Kommunalwahl am 9. Juni 2024 in einer Mehrheitswahl gewählt wurden, und der ehrenamtlichen Ortsbürgermeisterin als Vorsitzender.

### Bürgermeister
Alexandra Schleiden wurde am 23. März 2021 Ortsbürgermeisterin von Michelbach. Die Stelle des Bürgermeisters war zuvor anderthalb Jahre vakant; die Amtsgeschäfte wurden von der Ersten Beigeordneten Alexandra Schleiden sowie dem Beigeordneten Torsten Klein ausgeübt. Bei der Direktwahl am 26. Mai 2019 war kein Bewerber angetreten, und auch bei der konstituierenden Sitzung des Ortsgemeinderats am 2. Juli 2019 fand sich zunächst kein Nachfolger für den bisherigen Bürgermeister Hans Kwiotek.
Bei der Direktwahl am 9. Juni 2024 wurde Alexandra Schleiden als einzige Bewerberin mit einem Stimmenanteil von 85,4 % für weitere fünf Jahre wiedergewählt.

## Kultur und Sehenswürdigkeiten

### Sehenswürdigkeiten
WiedwanderwegDie hier die von Altenkirchen nach Ingelbach führende Wanderroute führt am südlichen Ortsrand vorbei, mit zwei Fußgängerbrücken, Stauwehr, Mühlengraben der früheren Altenkirchener Mühle und Furt
Michelbacher MühleDas fünfstöckige Hauptgebäude von 1847 besitzt sechs Mahlwerke. Neben diesem Gebäude steht der historische Mühlenbau; hierzu gehört heute ein Wasserkraftwerk, das Wasser der Wied sorgt nach wie vor für die benötigte Energie – eine Turbine dreht sich im Wasserstrahl und erzeugt Strom für die elektrischen Mahlwerke. Die Michelbacher Mühle ist größter Mühlenbetrieb im Kammerbezirk Koblenz. Sie ist beim jährlich bundesweit  stattfindenden Mühlentag („Tag der offenen Tür“) zu besichtigen.

### Kulturdenkmäler
Mittelstraße 50Fachwerk-Quereinhaus, teilweise massiv bzw. verkleidet, um 1800
Mittelstraße 50aEhemalige Fachwerkscheune (Reetdach)
Mittelstraße 59Alte Schule, Ehemaliges Schulgebäude, Krüppelwalmdachbau, teilweise verschiefert, um 1910 (Privatbesitz)
MeilensteinQuaderpfeiler südlich der Ortslage an der Bundesstraße gelegen